# Samolot łącznikowy

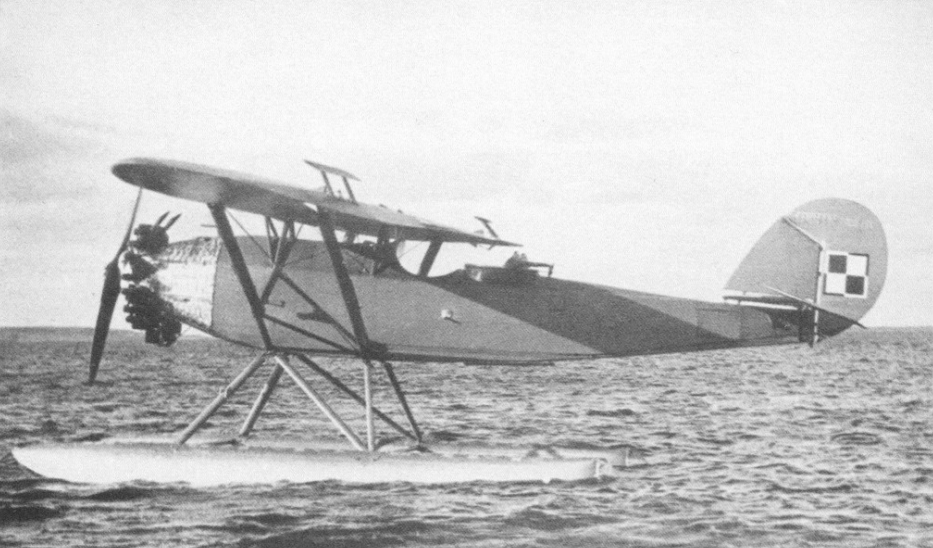
Lublin R.XIII bis/hydro – polski samolot łącznikowy z lat 30. XX wieku

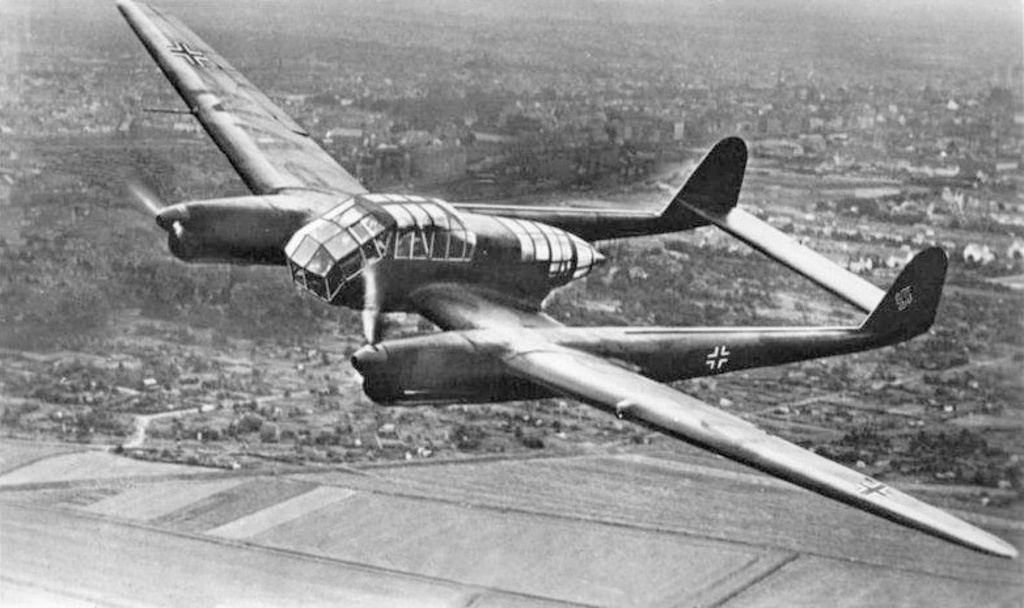
Focke-Wulf Fw 189 – niemiecki samolot łącznikowy z okresu II wojny światowej

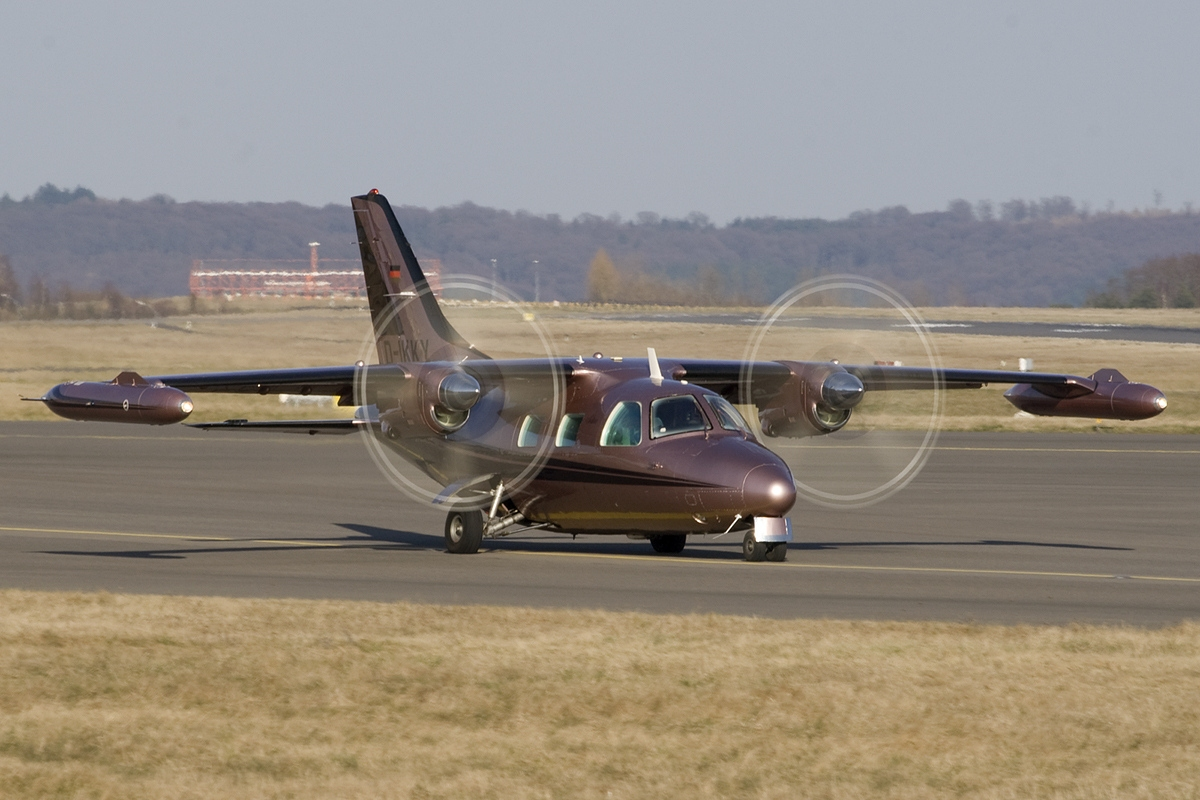
Mitsubishi MU-2 używany jako samolot łącznikowy przez japońską armię do 2016 roku

Samolot łącznikowy – samolot o krótkim starcie i małej prędkości lądowania. Na ogół pozbawiony uzbrojenia. Po II wojnie często do tego celu używano samolotów produkowanych na rynek cywilny, jak np. Cessna 182 (Argentyna), czy Piper PA-18 Super Cub (Szwecja). Przeznaczony do łączności w dowodzeniu wojskami lądowymi, morskimi, lotniczymi oraz łączności innych podległych jednostek wojskowych – między sobą oraz z wyższymi sztabami, również partyzantami. Pododdziały (klucze, eskadry) samolotów łącznikowych wchodziły zazwyczaj w skład artyleryjskich, lotniczych lub morskich jednostek, także frontowych związków taktycznych i operacyjnych.